# Acción Revolucionaria Socialista

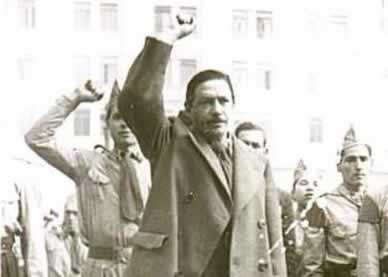
Óscar Schnake, fundador de la Acción Revolucionaria Socialista.

Acción Revolucionaria Socialista (ARS), posteriormente Unión Revolucionaria Socialista, fue un movimiento político chileno, de ideología socialista, existente entre 1932 y 1933.

## Historia
Liderada por Eugenio González Rojas, quien era ministro de Educación de la República Socialista de Chile, y Óscar Schnake, fue fundada el 1 de octubre de 1932. Reunió a los estudiantes y obreros que habían sido anarquistas en la década de 1920. En su constitución se estableció como plan de gobierno una «economía socializada y gobierno técnico-funcional, a base sindical».

La ARS, no es un partido: Es la expresión de la voluntad nacional.

La ARS, interpreta y representa la opinión del país y el sentimiento profundo de las masas populares evidenciados durante el primer gobierno de junio.

Su voluntad encarna el sentido de la evolución histórica de Chile: Es la voluntad unificada de la nación que quiere realizarse.
Manifiesto del ARS, 14 de octubre de 1932.

En la elección presidencial del 30 de octubre de 1932 apoyó a Marmaduke Grove, quien obtuvo el segundo lugar, tras el liberal Arturo Alessandri Palma.
Poco tiempo después se fusionó con el Partido Socialista Unificado bajo el nombre de "Unión Revolucionaria Socialista".
Esta colectividad inició la unificación de las agrupaciones de la izquierda chilena; en 1933 conformó —junto al Partido Socialista Marxista, la Nueva Acción Pública, y la Orden Socialista— el Partido Socialista de Chile (PS). Schnake fue el primer secretario general del PS, hasta 1939.